# План рахунків
План рахунків — система бухгалтерських рахунків, що передбачає їхню кількість, угрупування і цифрове позначення залежно від об'єктів і цілей обліку. В План рахунків включаються як синтетичні (рахунки першого порядку), так і пов'язані з ними аналітичні рахунки (субрахунки або рахунки другого порядку). Побудова плану рахунків забезпечує узгодженість облікових показників з показниками діючої звітності.